# Белов, Анатолий Филиппович
Анатолий Филиппович Белов (21 июля 1921 — 3 октября 2001) — участник Великой Отечественной войны, полный кавалер ордена Славы.

## Биография
Родился 21 июля 1921 в селе Быки (ныне — Севский район, Брянская область) в крестьянской семье. После получения начального образования работал в колхозе. В Красной Армии с августа 1941. 31 января 1942 уничтожил несколько финских солдат. 23 февраля 1942 спас 5 советских солдат (вынес их с поля боя и оказал необходимую медицинскую помощь). 8 мая 1942 уничтожил одного вражеского солдата и взял в плен одного «языка». 10 июля 1942 награждён медалью «За отвагу». 17 марта 1943 уничтожил 7 финских солдат, захватил одно орудие и взял одного солдата в плен. 1 апреля 1943 награждён орденом Красной Звезды. К 7 марту 1944 у Белова на счету было уже около 20 «языков». 7 марта 1944 вынес с поля боя 2 раненых боевых товарищей. 27 марта 1944 награждён орденом Славы 3-й степени. В одном из боёв в начале марта 1945, захватил пулемёт противника и лично около 10 солдат. 8 марта 1945 во время уличных боёв в городе Штольп уничтожил приблизительно 10 солдат противника, несколько пулемётных точек и повредил штурмовое орудие. 21 апреля 1945 награждён орденом Славы 2-й степени. 15 мая 1946 награждён орденом Славы 1-й степени. Демобилизовался в июне 1946. Работал пчеловодом в совхозе «Северный». Умер 3 октября 2001. Похоронен на Аллее Славы в Дальнереченске.

## Награды
- Орден Отечественной войны I степени (11 марта 1985)[1];
- Орден Красной Звезды (1 апреля 1943);
- Орден Славы I степени (15 мая 1946; № 468);
- Орден Славы II степени (21 апреля 1945; № 13981);
- Орден Славы III степени (27 марта 1944; № 7634);
- Медаль «За отвагу» (10 июля 1942);
- ряд других медалей.